# Гемер (Німеччина)
Ге́мер (нім. Hemer) — місто в землі Північний Рейн-Вестфалія. Розташоване на відночі Зауерланду і належить до району Меркіш.
Вперше згадується у 1072 як Гадемаре.

## Інтернет-ресурси
- Official site [Архівовано 24 жовтня 2010 у Wayback Machine.] (нім.)
- Website of the «Landesgartenschau Hemer 2010» [Архівовано 19 лютого 2011 у Wayback Machine.] (нім.)

| Німеччина | Це незавершена стаття з географії Німеччини. Ви можете допомогти проєкту, виправивши або дописавши її. |